# Písek (Hradec Králové-i járás)
Písek település Csehországban, a Hradec Králové-i járásban. Písek Kosice, Nové Město nad Cidlinou, Mlékosrby és Stará Voda településekkel határos. Lakosainak száma 299 fő (2024. január 1.).

## Népesség
A település lakosságának változását az alábbi diagram mutatja:
| Lakosok száma | 385  | 498  | 483  | 347  | 307  | 187  | 264  | 260  | 271  | 299  |
|               | 1869 | 1890 | 1921 | 1950 | 1980 | 2001 | 2017 | 2019 | 2022 | 2024 |